# 多斯站
多斯站（：／ Dasa yeok */?）是大邱地鐵2號線沿線的一座地下車站，位於韓國大邱廣域市達城郡多斯邑。

## 車站結構
站體為2面2線側式月台的地下車站，候車月台設有月台幕門，並有4處出口。

### 月台配置
| 汶陽 ↑   |
| \| 上    |
| ↓ 大希爾 |

| 月台 | 路線               | 目的地                   |
| ---- | ------------------ | ------------------------ |
| 上行 | ●大邱都市鐵道2號線 | 汶陽方向                 |
| 下行 | ●大邱都市鐵道2號線 | 半月堂、泛魚、嶺南大方向 |

## 歷史
- 2005年10月18日：落成啟用。

## 車站周邊
- 多斯郵局
- 多斯農協
- 多斯衛生分所
- 大邱達西消防署多斯消防分駐所
- 多斯高校
- 大邱多斯初等學校

## 圖片

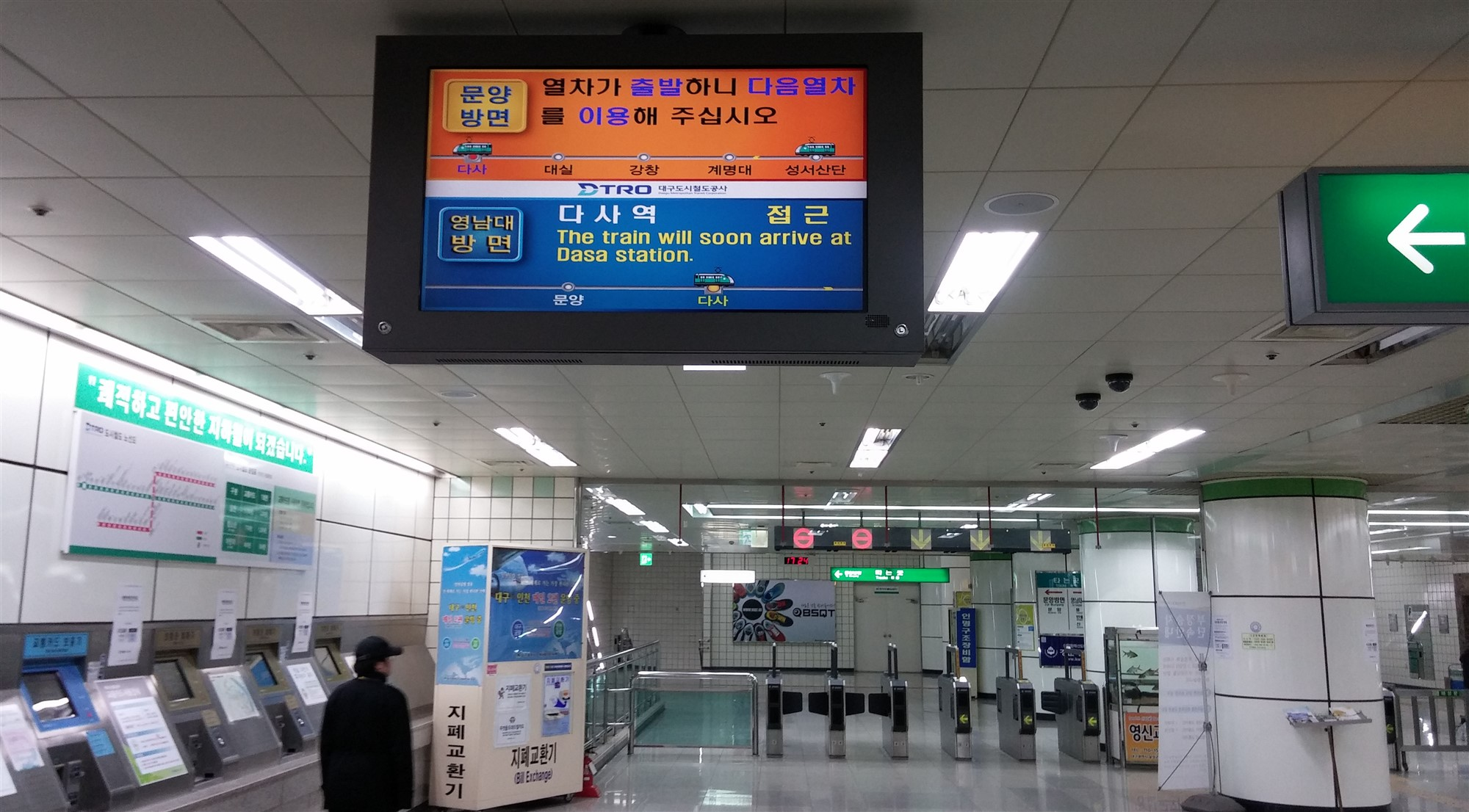
車站大廳
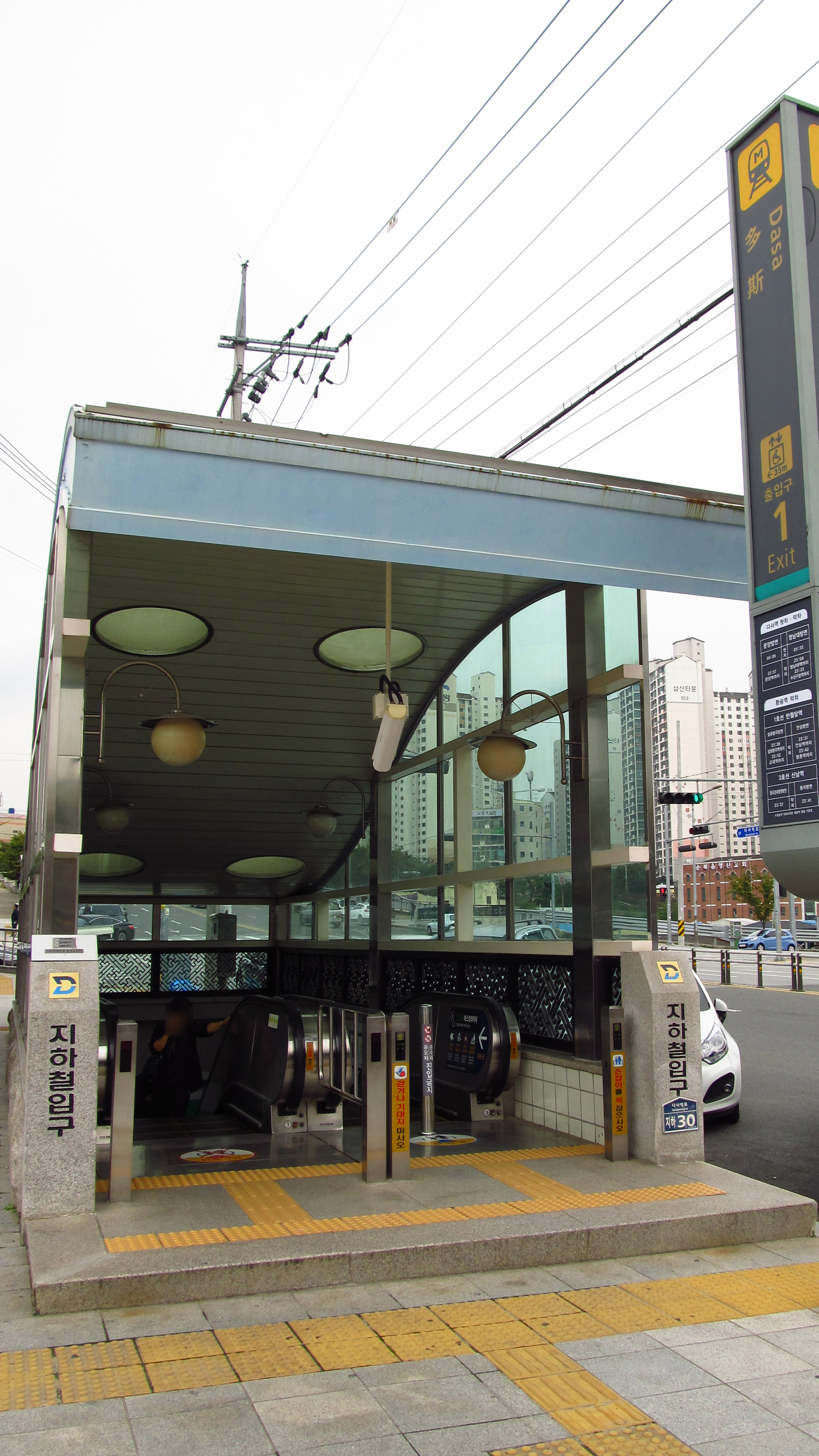
1號出口
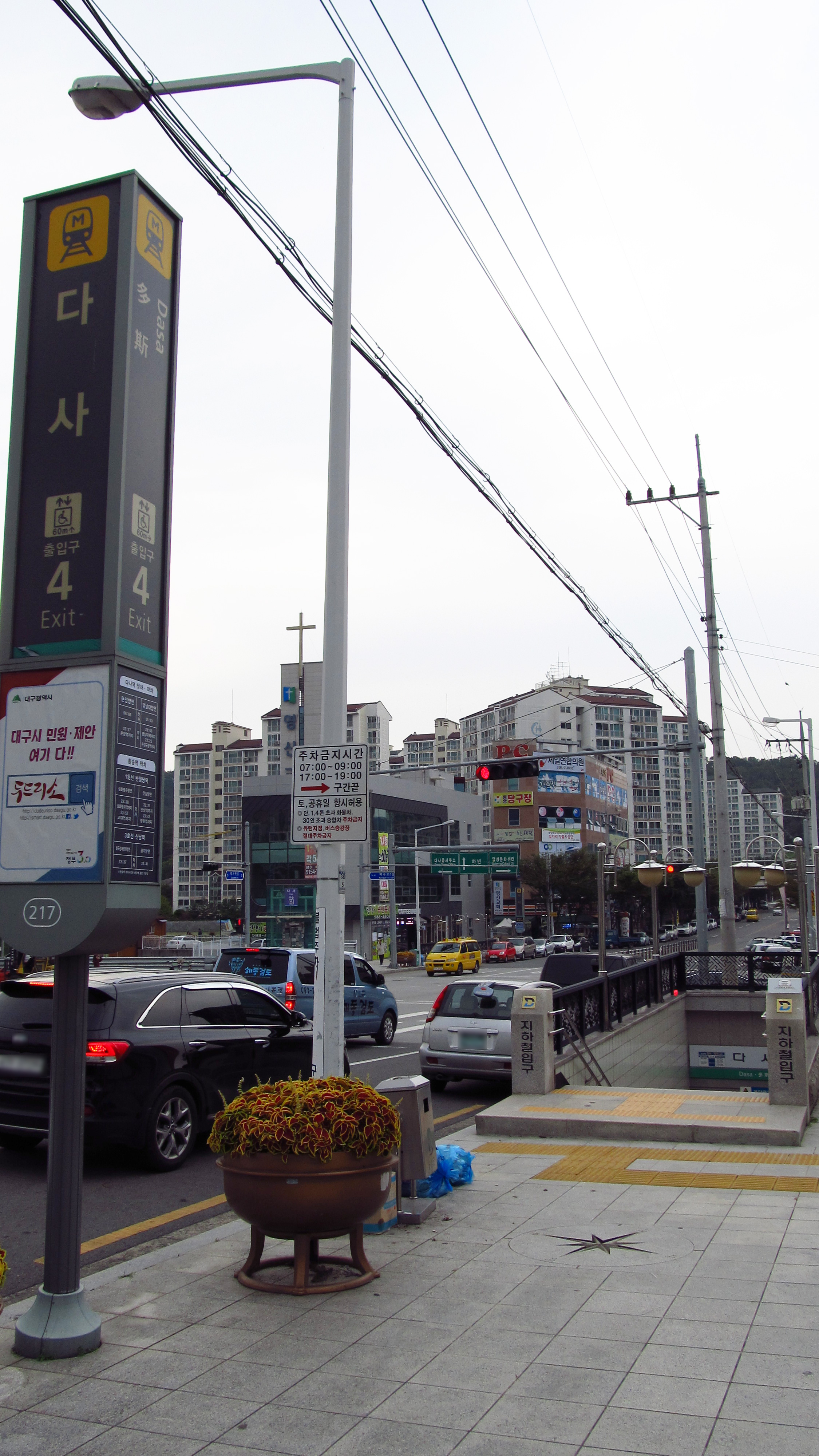
4號出口

## 相鄰車站
大邱都市鐵道公社
●大邱都市鐵道2號線
汶陽（216）－多斯（217）－大希爾（218）